# ナウクラティス
ナウクラティス（ギリシア語: Ναύκρατις）は、古代エジプトのナイル川デルタの西端にあった都市で、河口および後のアレクサンドリアから南東に72kmほどの位置にあった。古代ギリシアのエジプトにおける初期の植民都市であり、ギリシアとエジプトの美術・文化交流にとって象徴的交点となっていた。
発掘調査によって多数の美術品が見つかっていて、世界各地の博物館や美術館に収蔵されているが、同時に陶器に書かれた銘が最初期のギリシア文字で書かれているという点でも重要である。

## 背景
考古学的証拠から、エジプトでの古代ギリシアの歴史は少なくともミケーネ文明のころまで遡ると見られており、さらに古いミノア文明にまで遡ることも示唆されている。ただし、それほど古いギリシア植民都市の痕跡は見つかっていないため、その歴史は純粋に交易の歴史である。
ミケーネ文明が消滅し暗黒時代（紀元前1100年から750年ごろ）を経て、紀元前7世紀にギリシア文化が再び開花すると、中東と新たに交易が始まり、特にメソポタミアとエジプトという2大文明圏と交流するようになる。

ナウクラティスの位置を示した地図

紀元前7世紀エジプトでのギリシャ人の活動を記録した最古の文献はヘロドトスの『歴史』で、イオニア人とカリア人の海賊が嵐で難破し、ナイル川デルタ（付近）に漂着したという話を伝えている。エジプト第26王朝（サイス朝）のファラオプサメティコス1世（紀元前664-610年ごろ）はその当時、他の下エジプトの支配者達と対立し、敗走していた。そしてプトの町のレートーの神託を求めたところ、「海からやってくる青銅の人々」の助力を求めよという託宣が下った。難破した海賊達は青銅製の鎧を身につけていたため、ファラオは彼らの助力を求め、見返りとして報酬を提供すると申し出た。海賊達の加勢によってファラオは勝利を収め、報酬としてナイル川のペルシウム支流沿いに2区画の宿営地を与えた。

## 歴史

### 文献
紀元前570年、ファラオ・アプリエス（治世: 紀元前589-570年）は、その傭兵たちの子孫を中心とする3万人のカリア人とイオニア人を再び雇い、元将軍で反逆者となったイアフメスと戦わせた。彼らは勇敢に戦ったが敗北し、イアフメス2世（治世: 紀元前570-526年）がファラオとなった。イアフメス2世はギリシャ人傭兵の宿営地を閉鎖し、彼らをメンフィスに移し「同族であるエジプト民族からファラオを守る」親衛隊として雇った。
ヘロドトスによれば、イアフメス2世はこのギリシャ人達を好み、様々な報酬を与えた中で、ナウクラティスという都市への定住を許したのだという。ヘロドトスの記述では、ナウクラティスはギリシャ人が作ったのではなく、それ以前から存在していたと見られ、考古学調査でもそれが裏付けられている。この元々あった都市にはエジプト人、ギリシャ人だけでなく、フェニキア人も混在して住んでいたと見られている。その都市が紀元前570年以降間もなくギリシャ人に譲られたと考えられている。
イアフメス2世はナウクラティスを西洋との交易拠点および港に転換させた。これにはギリシャ人を1箇所に封じ込め、彼らの活動をファラオの制御下に置くという意味もあった。したがってナウクラティスは特定の都市国家の植民都市として始まったのではなく、シリア北部の交易拠点アル・ミナのようなエンポリウム（交易拠点）として始まった。
ヘロドトスによると、ナウクラティスには Hellenion という聖域（壁で囲まれた神殿）があり、次の9つのギリシア都市国家が共同で運営していたという。
- イオニア人国家: キオス、クラゾメナイ, テオス、ポカイア
- ドーリア人国家: ロドス、ハリカルナッソス、クニドス、ファセリス
- アイオリス人国家: ミュティレネ

ミレトス、サモス、アイギナは Hellenion とは別の聖域を持っていた。したがって、ナウクラティスには少なくとも12のギリシア都市国家の人々が共同で暮らしていた。これだけでも珍しいが、かなり長い間続いたと判明している。

### 発掘
ナウクラティスはフリンダーズ・ピートリーが1884年から1885年に発掘して発見した。その後、E.A. Gardener が発掘を引き継ぎ、D.G. Hogarth が1899年から1903年にかけて発掘した。

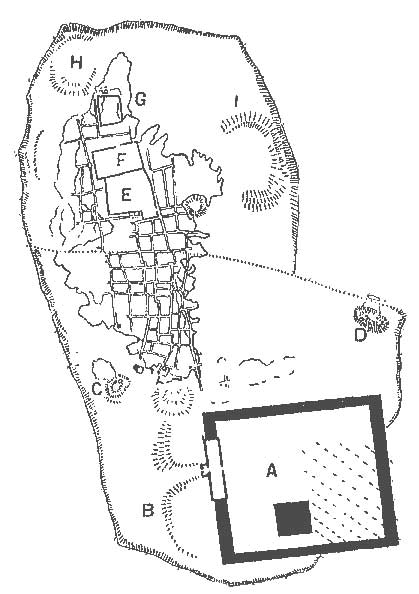
ピートリーの描いたナウクラティスの平面図

考古発掘の焦点は北と南の2つの区域に絞られた。南端にはエジプト人による倉庫または宝物庫（右図ではAにあたる。ピートリーは「大きな聖域」と呼んでいた）があり、その北側にギリシャ人が日干しレンガで作ったアプロディーテーの神殿（約14m×8m）があった（ヘロドトスの記録にはない）。その神殿の東隣りからはファイアンス焼きのスカラベの印章を作る工房が見つかっている。
北の区域では、いくつかの神殿の遺跡が見つかっている（E: ヘーラー神殿、F: アポローン神殿、G: ディオスクーロイ神殿）。ヘロドトスが記していた Hellenion は Hogarth が1899年に発見した（図ではFの東隣り）。奉納された陶器の年代から、イアフメス2世の治世よりも古くからこの聖域が存在していたことが明らかとなっている。
1977年、アメリカの考古学者 W. Coulson と A. Leonard が「ナウクラティス・プロジェクト」を立ち上げ、1977年から1978年にかけて調査を行い、1980年から1982年まで主に南部の発掘を行った。だが、彼らが現地に赴いた時には、地下水面の上昇によって北の聖域部分の地下15m以下の部分は地下湖に沈んでいた。今もナウクラティスの北部は水面下にあり、さらなる調査を困難にしている。
それまでの発掘調査は相補的とは言えず、宗教的部分だけが注目され、商業的側面や住居としての側面はほとんど無視されていた。ナウクラティスの歴史上の重要性はその交易拠点としての特殊性にあるが、そういった観点の調査はほとんど行われていなかった。さらに、ヘレニズム時代やローマ帝国時代の変遷も完全に無視されていた。
さらに彼らを落胆させたのは、地元民による破壊である。ピートリーの時代に既に3分の1の区域が日干しレンガを肥料にするために掘り返されていた。その後約100年の間にナウクラティスの東部の日干しレンガはほぼ掘りつくされていた。
地下水面の上昇により、彼らはプトレマイオス朝より古い部分を調査できなかった。ピートリーが「大きな聖域」とした場所がエジプト人による建物であるという点では Hogarth と同意見で、この遺跡の南部はギリシアとは無関係の町だという。
主な出土品は陶器で（ほとんどは破片だが、完全なものもある）、神殿に奉納されたものだが、石の肖像やスカラベの印章なども見つかっている。それらは世界各地の博物館に分散して収蔵されており、初期の出土品の多くはイギリス（主に大英博物館）、その後の出土品は主にアレクサンドリアの博物館に収蔵された。

## 影響
エジプト側がギリシア側に交易品として提供したのは主に穀物だが、他に亜麻布やパピルスもあった。一方ギリシア側がエジプト側に提供したのは主に銀だが、他に木材やオリーブ油やワインもあった。ナウクラティスはサイス朝ファラオに戦術や航海術に長けた傭兵を供給してくれる場所となった。

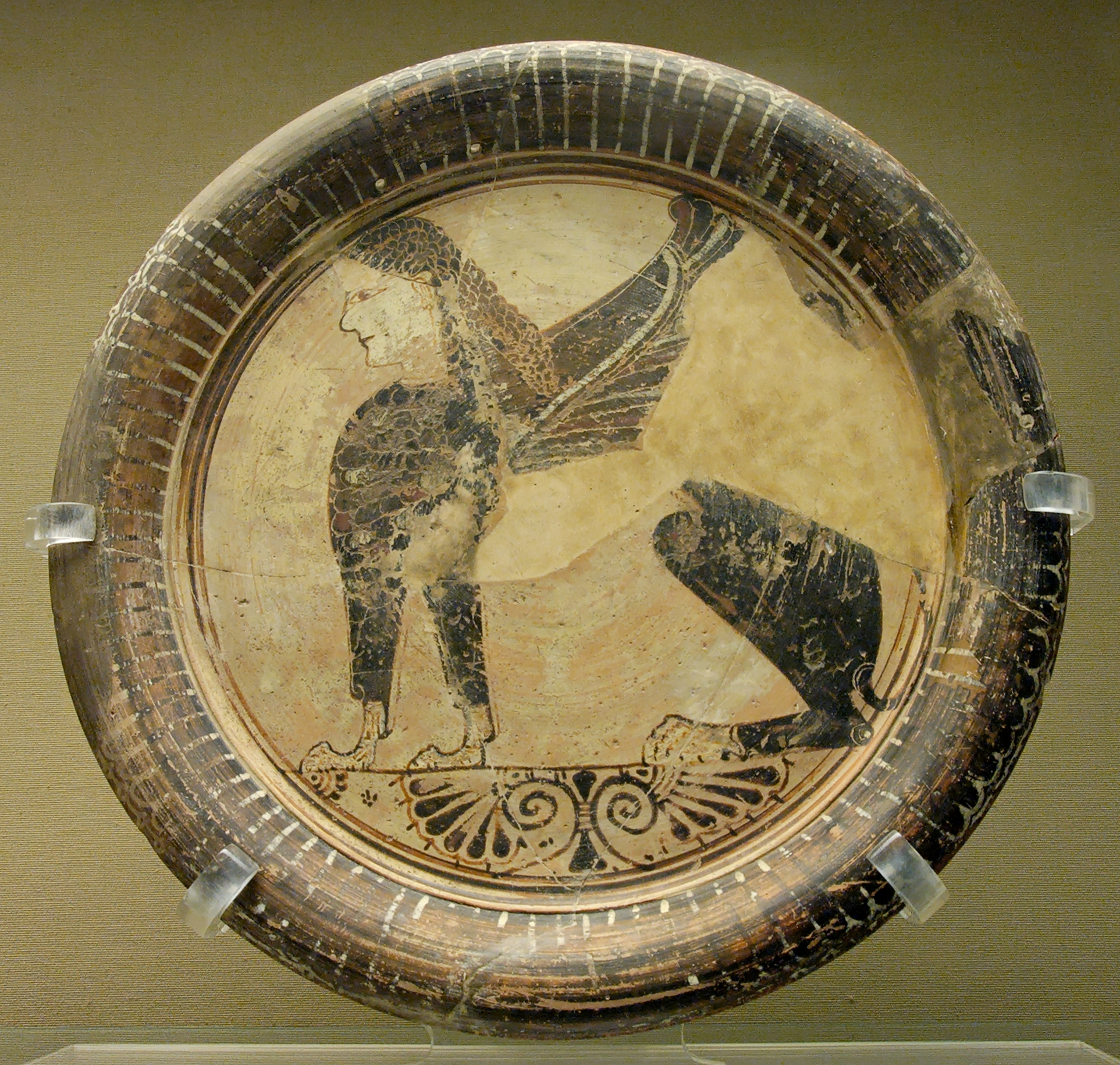
ナウクラティスで見つかったスフィンクスの描かれた皿。紀元前6世紀古代ギリシアの東方化様式

ギリシャ人にとってナウクラティスは、青銅器時代以降ギリシアでは失われたエジプトの建築や彫像の驚異に触れる場所として着想の源泉となった。エジプトの工芸品は間もなくギリシアへの交易品となりギリシア世界に流通するようになった。一方でギリシア美術もエジプトに流入したが、外国人嫌悪的なエジプト文化への影響は極めて小さかった。
ヘロドトスは幾何学 (γεωμετρία) がエジプトで生まれ、ギリシアに伝えられたとしているが、今ではエジプトからギリシアに伝えられたのは「測量技術」であって、純粋な数学の一分野としての「幾何学」とは異なるとされている。実際タレスはエジプトに旅行する前から幾何学を確立させていたが、ヘロドトスはエジプトの幾何学の方がギリシアよりも古いと考えていたため、タレスがエジプトで幾何学を学んだと考えたと見られている。
ナウクラティスで見つかったギリシア文字は発生期の特に初期のものであることが判明している。陶器に書かれた銘には、イオニア方言、コリントス方言、ミロス島方言、レスボス島方言などの最古の記述があった。フェニキア文字からの変化の過程にあるものもあり、特に興味深い。約1世紀後に確立された現代のギリシア文字の形との比較から、ギリシア文字がどのように成立し広まって行ったかを知る資料となっている。
ナウクラティスはエジプトにおけるギリシアの植民都市としては最古ではない。アレクサンドリアが建設されるまでは古代エジプト有数の港だったが、ナイル川の流れが変化して港として機能しなくなっていった。

## その他
ヘロドトスは、ナウクラティスに纏わる逸話として、詩人サッポーの兄クサンテスとナウクラティスの娼婦ロドーピスの話を記している。ロドーピスは美しいトラキア人奴隷で、彼女を自由にするためクサンテスは大金を支払った。自由の身となったロドーピスは娼館を立てて営業し、若干の金を蓄えた。感謝の印としてロドーピスは高価な奉納供物を捧げ、それが最終的にデルポイに置かれるようになったという。ヘロドトスの時代にもその供物がデルポイにあったと記している。

## 関連文献
- M.M. Austin - Greece and Egypt in the Archaic Age. Cambridge Philological Society, 1970.(Find it in a library near you)
- F. W. von Bissing, Naukratis, Bulletin de la Société Royale d’Archéologie d’Alexandrie 39 (1951) 32–82
- W.D.E. Coulson, Ancient Naukratis Vol. 2, The Survey at Naukratis and Environs, pt.1. Oxford: Oxbow. 1996.
- Astrid Möller, Naukratis: Trade in Archaic Greece (Oxford Monographs on Classical Archaeology). Oxford: Oxford University Press, 2000. xvii + 290 pp., ISBN 0-19-815284-1.
- A. Leonard Jr., W.D.E. Coulson, The Naukratis Project, 1983, NARCE 125, 1984, 28-40.
- M. S. Venit - Greek Painted Pottery from Naukratis in Egyptian Museums. American Research Center in Egypt, 1988 xiv + 210 pages + 85 plates, ISBN 0-936770-19-8.(Find it in a library near you)